# چهار راه مخبرالدوله
چهار راه مخبرالدوله، یکی از تقاطع های تهران است که بین خیابان جمهوری اسلامی و خیابان سعدی ایجاد شده است.
1. ↑  «چهار راه مخبرالدوله · تهران، خيابان جمهوری اسلامی، MCVF+6QW». چهار راه مخبرالدوله · تهران، خيابان جمهوری اسلامی، MCVF+6QW. دریافت‌شده در ۲۰۲۵-۰۱-۰۲.